# Пари (Гросето)
Пари (итал. Pari) је насеље у Италији у округу Гросето, региону Тоскана.
Према процени из 2011. у насељу је живело 204 становника. Насеље се налази на надморској висини од 353 м.